# Bonriki
Bonriki è un’isola di Tarawa Sud, nella capitale delle Kiribati, che costituisce una località del Teinainano Urban Council. Ha 3.075 abitanti nel 2020. È la sede dell’aeroporto internazionale.